# SeebitTV
SeebitTV（シービットティーヴィー・シービットTV）は、かつて神戸市から発信されていたインターネットテレビ。運営会社は株式会社シービット。

## 概要
南京町の春節祭やアニメーション神戸等イベントや神戸の観光情報、グルメ情報などを発信していた。
他のインターネットテレビと異なり動画配信を地上波テレビのようにスケジュール（番組表）に基づき順次配信、オンデマンドやライブでの配信も行った。

## 沿革
- 1996年 - 9月　インターネット放送を企画実行「南京町放送局」を設立[1]
- 1998年 - 12月 Seebit創業[1]
- 2001年 - 3月 インターネット放送局「SeebitTV」を開局[1]
- 2006年 - 10月 「SeebitTV」のシステムを使いのじぎく兵庫国体をインターネットで「はばタンＴＶ」として配信
- 2008年 - 夏頃より新しい番組が途絶える。事実上休止状態となる。